# Castel-Sarrazin
Ne doit pas être confondu avec Castelsarrasin.
Castel-Sarrazin est une commune du Sud-Ouest de la France, située dans le département des Landes (région Nouvelle-Aquitaine).

## Géographie

### Localisation
Cette commune est située dans le terroir de la Chalosse sur l'Oursoû. À côté de la commune de Pomarez, la course landaise est une tradition.
| - OpenStreetMap Limite communale |

### Communes limitrophes
Les communes limitrophes sont  Amou, Arsague, Bastennes, Donzacq, Gaujacq, Pomarez et Tilh.
| Donzacq | Bastennes       | Gaujacq |
| Pomarez | Castel-Sarrazin | Amou    |
| Tilh    | Arsague         |         |

### Hydrographie
La commune de Castel-Sarrazin se situe au niveau de la confluence entre le Luy de France et le  Luy de Béarn pour former le Luy.

### Climat
Pour des articles plus généraux, voir Climat de la Nouvelle-Aquitaine et Climat des Landes.
Historiquement, la commune est exposée à un micro climat océanique basque.  
En 2020, Météo-France publie une typologie des climats de la France métropolitaine dans laquelle la commune est exposée à un climat océanique et est dans la région climatique  Pyrénées atlantiques, caractérisée par une pluviométrie élevée (>1 200 mm/an) en toutes saisons, des hiver très doux (7,5 °C en plaine) et des vents faibles.
Pour la période 1971-2000, la température annuelle moyenne est de 13,6 °C, avec une amplitude thermique annuelle de 14,5 °C. Le cumul annuel moyen de précipitations est de 1 201 mm, avec 12,4 jours de précipitations en janvier et 7,7 jours en juillet. Pour la période 1991-2020, la température moyenne annuelle observée sur la station météorologique la plus proche, située sur la commune d'Orthez à 14,62 km à vol d'oiseau, est de 0,0 °C et le cumul annuel moyen de précipitations est de 0,0 mm,. Pour l'avenir, les paramètres climatiques de la commune estimés pour 2050 selon différents scénarios d’émission de gaz à effet de serre sont consultables sur un site dédié publié par Météo-France en novembre 2022.

## Urbanisme

### Typologie
Au 1er janvier 2024, Castel-Sarrazin est catégorisée commune rurale à habitat dispersé, selon la nouvelle grille communale de densité à sept niveaux définie par l'Insee en 2022.
Elle est située hors unité urbaine et hors attraction des villes,.

### Occupation des sols

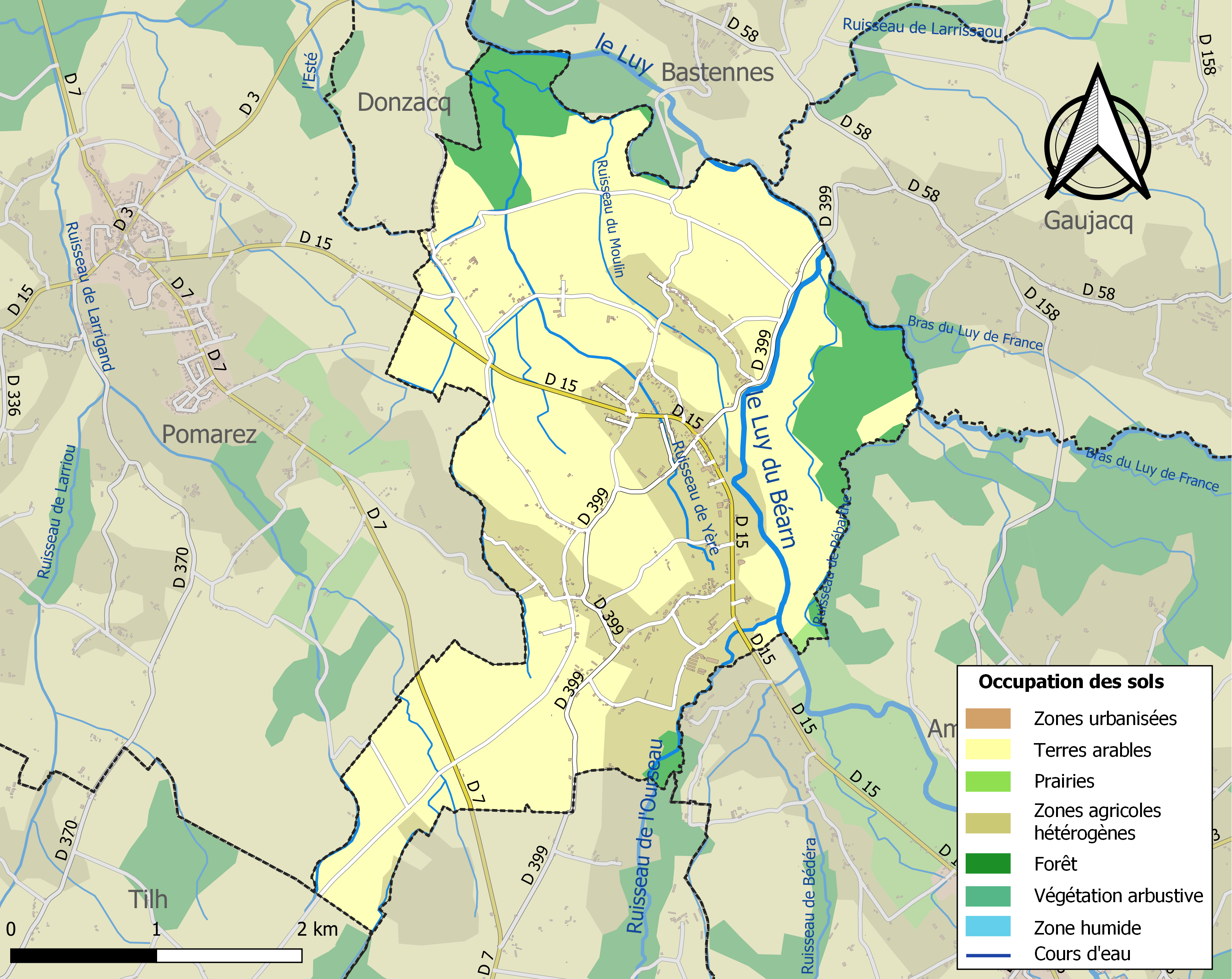
Carte des infrastructures et de l'occupation des sols de la commune en 2018 (CLC).

L'occupation des sols de la commune, telle qu'elle ressort de la base de données européenne d’occupation biophysique des sols Corine Land Cover (CLC), est marquée par l'importance des territoires agricoles (89,7 % en 2018), une proportion sensiblement équivalente à celle de 1990 (89,1 %). La répartition détaillée en 2018 est la suivante : 
terres arables (67,7 %), zones agricoles hétérogènes (22 %), forêts (10,3 %), prairies (0,1 %). L'évolution de l’occupation des sols de la commune et de ses infrastructures peut être observée sur les différentes représentations cartographiques du territoire : la carte de Cassini (XVIIIe siècle), la carte d'état-major (1820-1866) et les cartes ou photos aériennes de l'IGN pour la période actuelle (1950 à aujourd'hui).

### Risques majeurs
Le territoire de la commune de Castel-Sarrazin est vulnérable à différents aléas naturels : météorologiques (tempête, orage, neige, grand froid, canicule ou sécheresse), inondations, mouvements de terrains et séisme (sismicité modérée). Un site publié par le BRGM permet d'évaluer simplement et rapidement les risques d'un bien localisé soit par son adresse soit par le numéro de sa parcelle.
Certaines parties du territoire communal sont susceptibles d’être affectées par le risque d’inondation par débordement de cours d'eau, notamment le Luy, le Luy du Béarn et le ruisseau de l'Ourseau. La commune a été reconnue en état de catastrophe naturelle au titre des dommages causés par les inondations et coulées de boue survenues en 1999 et 2009,.
Les mouvements de terrains susceptibles de se produire sur la commune sont des tassements différentiels.

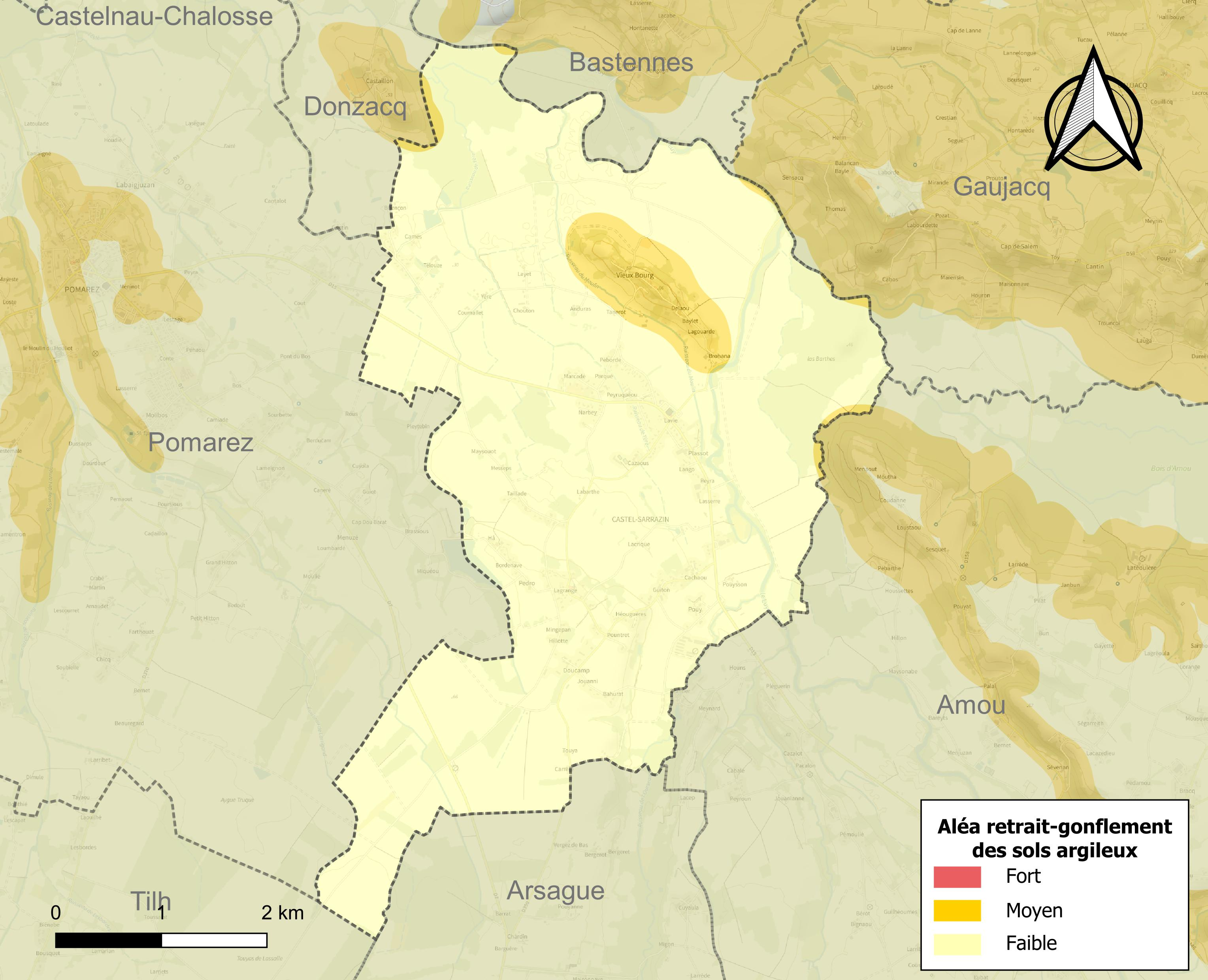
Carte des zones d'aléa retrait-gonflement des sols argileux de Castel-Sarrazin.

Le retrait-gonflement des sols argileux est susceptible d'engendrer des dommages importants aux bâtiments en cas d’alternance de périodes de sécheresse et de pluie. 6,2 % de la superficie communale est en aléa moyen ou fort (19,2 % au niveau départemental et 48,5 % au niveau national). Sur les 248 bâtiments dénombrés sur la commune en 2019,  28 sont en aléa moyen ou fort, soit 11 %, à comparer aux 17 % au niveau départemental et 54 % au niveau national. Une cartographie de l'exposition du territoire national au retrait gonflement des sols argileux est disponible sur le site du BRGM,.
Concernant les mouvements de terrains, la commune a été reconnue en état de catastrophe naturelle au titre des dommages causés par des mouvements de terrain en 1999.

## Histoire
Sarrazin était autrefois synonyme de non-chrétien, homme de mauvaise foi. Le nom viendrait de l'insurrection de bagaudes et d'un camp, « castrum sarrasenorum », fondé par les Gaulois en lutte contre l'occupation romaine. Le mot Sarrazin ne doit rien aux Maures, semble-t-il, mais rappellerait l'insurrection des Gaulois Bagaudes au IIIe siècle [réf. souhaitée]. Le vieux bourg, élevé sur une colline dominant la vallée du Luy de France, offre de beaux panoramas sur la Chalosse. À remarquer les maisons archaïques, l'antique chapelle, son porche à nervures et son bénitier. La vallée du Luy, enjambée par trois ponts, attend les amateurs de randonnée.

## Politique et administration
| Période                                  | Période  | Identité          | Étiquette | Qualité     |
| ---------------------------------------- | -------- | ----------------- | --------- | ----------- |
| 1983                                     | 2008     | Jean Larreigneste |           | Retraité    |
| mars 2008                                | En cours | Philippe Novembre | DVG       | Agriculteur |
| Les données manquantes sont à compléter. |          |                   |           |             |

## Démographie
| 1793 | 1800 | 1806 | 1821 | 1831 | 1836 | 1841 | 1846 | 1851 |
| ---- | ---- | ---- | ---- | ---- | ---- | ---- | ---- | ---- |
| 636  | 659  | 729  | 781  | 831  | 810  | 813  | 821  | 828  |

| 1856 | 1861 | 1866 | 1872 | 1876 | 1881 | 1886 | 1891 | 1896 |
| ---- | ---- | ---- | ---- | ---- | ---- | ---- | ---- | ---- |
| 810  | 750  | 741  | 732  | 759  | 754  | 720  | 685  | 666  |

| 1901 | 1906 | 1911 | 1921 | 1931 | 1936 | 1946 | 1954 | 1962 |
| ---- | ---- | ---- | ---- | ---- | ---- | ---- | ---- | ---- |
| 682  | 703  | 644  | 584  | 527  | 546  | 480  | 457  | 434  |

| 1968 | 1975 | 1982 | 1990 | 1999 | 2004 | 2006 | 2009 | 2014 |
| ---- | ---- | ---- | ---- | ---- | ---- | ---- | ---- | ---- |
| 419  | 378  | 371  | 363  | 360  | 414  | 436  | 511  | 536  |

| 2019 | 2022 | - | - | - | - | - | - | - |
| ---- | ---- | - | - | - | - | - | - | - |
| 556  | 576  | - | - | - | - | - | - | - |

## Lieux et monuments
- Église Saint-Saturnin de Castel-Sarrazin : les parties romanes de l'édifice, chevet et mur sud de la nef remontent au XIIe siècle. Le bas-côté nord a été ajouté tardivement, au XVIe siècle ou au XVIIe siècle, époque où la plupart des fenêtres ont été percées ou remaniées. La sacristie est datable du XVIIIe siècle grâce au profil de ses fenêtres. Le porche est construit en 1856, date portée sur la clef de l'arcade d'entrée, et un clocher-tour en 1898.
- Église Notre-Dame du Bourg de Castel-Sarrazin : église d'origine romane, conserve son chevet du XIIIe siècle, remaniée partiellement au XVIe siècle avec ajout d'un collatéral en 1885-1886.

## Personnalités liées à la commune
- Alain Ducasse, grand chef cuisinier et patron d'un empire d'hôtellerie restauration. (Naissance et enfance à Castel-Sarrazin).

## Vie pratique

### Culture

#### Évènements
Les fêtes locales débutent début septembre pendant lesquelles quelques courses landaises se déroulent durant trois jours.